# Luís de Sousa (scrittore)
Luís de Sousa (Santarém, 1555 – Benfica, 5 maggio 1632) è stato uno scrittore portoghese.
Fu catturato ad Algeri dai Mori, ma, riscattato, visse a Valencia, prima di diventare dignitario di Filippo II di Spagna. Trasferitosi lungo il Río de la Plata, si dedicò al commercio, ma, tornato in patria, fu gravemente colpito dalla morte di sua figlia ed entrò nell'Ordine domenicano.
A lui si devono il poema Navegação Antarctica (o Navigatio Antartica), la Vida de Dom Frei Bartolomeu dos Mártires (nota anche come Vida do Arcebispo, 1619) e varie relazioni di viaggio.

## Opere
- Navigatio Antartica ad Doctorem Franciscum Guidum, civem Panamensem.
- Vida de Dom Frei Bartolomeu dos Mártires (1619), divisa in 6 volumi (1, 2, 3, 4, 5, 6)
- História de S. Domingos, divisa in 3 parti (Parte 1 pubblicata nel 1623; Parte 2 pubblicata nel 1662 da António da Encarnação; Parte 3 pubblicata nel 1678; venne poi pubblicata una quarta parte nel 1733, scritta da Lucas de Santa Catarina).
- Anais de el-Rei D. João III (scritto tra il 1628 e il 1632 e pubblicato soltanto nel 1844 da A. Herculano)
- Vida de Soror Margarida do Sacramento
- Vida do Beato Henrique Suso da Ordem dos Pregadores traduzida de latim em português (pubblicato nel 1642)
- Considerações das Lágrimas Que a Virgem N. Senhora Derramou na Sagrada Paixão (pubblicato nel 1646)